# St. Thomas Wildcats
Die St. Thomas Wildcats waren eine kanadische Eishockeymannschaft aus St. Thomas, Ontario. Das Team spielte von 1991 bis 1994 in der Colonial Hockey League.

## Geschichte
Die Mannschaft wurde 1991 als Franchise der erstmals ausgetragenen Colonial Hockey League gegründet. Ihre ersten beiden Spielzeiten waren für die St. Thomas Wildcats gleichzeitig auch ihre erfolgreichsten beiden Spielzeiten, da sie beide Male in das Finale der Playoffs um den Colonial Cup einzogen. Dort unterlagen sie jedoch den Thunder Bay Thunder Hawks und Brantford Smoke.    
Im Anschluss an die Saison 1993/94, in der es in der ersten Playoff-Runde gescheitert war, wurde das Franchise nach London, Ontario, umgesiedelt, wo es anschließend unter dem Namen London Wildcats am Spielbetrieb der Colonial Hockey League teilnahmen.

## Saisonstatistik
Abkürzungen: GP = Spiele, W = Siege, L = Niederlagen, T = Unentschieden, OTL = Niederlagen nach Overtime SOL = Niederlagen nach Shootout, Pts = Punkte, GF = Erzielte Tore, GA = Gegentore, PIM = Strafminuten
| Saison  | GP | W  | L  | T | OTL | SOL | Pts | GF  | GA  | Platz     | Playoffs                       |
| 1991/92 | 60 | 24 | 29 | 7 | —   | —   | 57  | 263 | 288 | 4., CoHL  | Niederlage im Finale           |
| 1992/93 | 60 | 27 | 27 | 6 | —   | —   | 60  | 306 | 322 | 5., CoHL  | Niederlage im Finale           |
| 1993/94 | 64 | 22 | 34 | 8 | —   | —   | 52  | 284 | 343 | 3., CoHLE | Niederlage in der ersten Runde |

## Team-Rekorde

### Karriererekorde
Spiele: 167  Todd Coopman
Tore: 86  Tim Bean
Assists: 127  Kent Hawley
Punkte: 207  Tim Bean
Strafminuten: 319  Jamie Allan

## Bekannte Spieler
- Alexander Kuzminski
- Denny Lambert
- Len Soccio